# Гровенор-Стрэтмор
Гровенор-Стрэтмор (англ. Grosvenor–Strathmore) — открытая наземная станция Вашингтонгского метро на Красной линии. Станция представлена одной островной платформой. Это первая наземная станция Красной линии в северо-западном направлении от округа Колумбия. Станция обслуживается Washington Metropolitan Area Transit Authority. Расположена в статистически обособленной местности Норт-Бетесда на Роквилл-Пайк южнее пересечения с Тёкерман-Лейн, округ Монтгомери штата Мэриленд.
Пассажиропоток — 2.035 млн. (на 2006 год).
Станция была открыта 25 августа 1984 года.
Изначально станция называлась Гровенор, в 2005 году была переименована на нынешнее название. Название станции происходит от Гровенор-Лейн и открытого в 2005 году Музыкального центра Стрэтмор.
Открытие станции было совмещено с открытием ж/д линии длиной 10,9 км и ещё 4 станций: Тенлитаун — Эй-Ю, Френдшип-Хайтс, Бетесда и Медикал-Сентер.